# Transport kolejowy w Islandii
Islandia nie posiada i nie posiadała publicznego systemu transportu kolejowego. Jest ona największym europejskim państwem nieposiadającym kolei. Na wyspie istniały jednak trzy odrębne systemy kolei przemysłowych.
Pierwszy z nich to kolej portowa w Reykjavíku powstała w roku 1913 przy okazji rozbudowy portu i zlikwidowana w roku 1928. Kolejny to kolej na farmie w Korpúlfsstaðir istniejąca przez ponad 60 lat i zlikwidowana w połowie lat 90. Po raz ostatni na Islandii kolej wykorzystywana była w latach 2004–2008 przy okazji budowy hydroelektrowni Kárahnjúkar.

## Kolej portowa w Reykjavíku
Kolej portowa w Reykjavíku istniała w latach 1913–1928. Jej budowę rozpoczęto w marcu 1913, natomiast cała 12-kilometrowa linia została oddana do użytku już w połowie kwietnia tego samego roku. Data rozebrania linii nie jest znana. Jej ostatnie fragmenty zostały usunięte prawdopodobnie w latach 1940–1945.

### Przebieg
Linia zaczynała się na wyspie Örfirisey i praktycznie od razu dzieliła się na dwa tory. Jeden z nich prowadził na falochron północny Norðurgarður, natomiast drugi falochronem Grandagarður docierał do stałego lądu, gdzie po około kilometrze odbijał w kierunku północnym. Po kilku kolejnych kilometrach linia skręcała w kierunku wschodnim na tereny obecnego lotniska Reykjavík. Tam znajdowała się mijanka oraz bocznica do kamieniołomów na wzgórzu Öskjuhlíð. Po kolejnym zakręcie w lewo, na wysokości dzisiejszej ulicy Hringbraut, odgałęziały się w lewo dwie krótkie bocznice prowadzące do lokomotywowni, a kilkaset metrów dalej kolejna, prowadząca do kamieniołomów na wzgórzu Skólavörðuholt. Następnie linia kolejowa docierała wzdłuż ulicy Snorrabraut do nabrzeża i skręcała w lewo. Ostatnia bocznica prowadziła na falochron Ingólfsgardur, a główny tor kończył się kilkaset metrów za rozjazdem.

### Tabor
Na kolei użytkowane były dwie dwuosiowe lokomotywy parowe o masie służbowej 15 ton, wyprodukowane w fabryce lokomotyw Arnold Jung w roku 1892. Lokomotywa o numerze fabrycznym 129 została nazwana Minør, a o numerze 130 Pionér. Lokomotywy te były pierwotnie własnością firmy R. Dolberg Maschinen- und Feldbahnfabrik AG z Dortmundu. W roku 1910 zostały odkupione przez duńskie przedsiębiorstwo zajmujące się budową urządzeń portowych i po wymianie kotła w lokomotywie Pionér w roku 1913 zostały dostarczone do portu w Reykjavíku.
Obie lokomotywy zachowały się do dziś. Od roku 1961 Pionér był częścią wystawy z okazji 175-lecia nadania praw miejskich Reykjavíkowi, potem został przeniesiony do muzeum miejskiego. Minør prezentowany jest na nabrzeżu portowym.
Lokomotywy ciągnęły składy dwuosiowych wagonów samowyładowczych z drewnianymi burtami. Każdy z wagonów miał pojemność około 4 m³. Po zakończeniu eksploatacji w roku 1928 wagony zostały sprzedane do Polski.

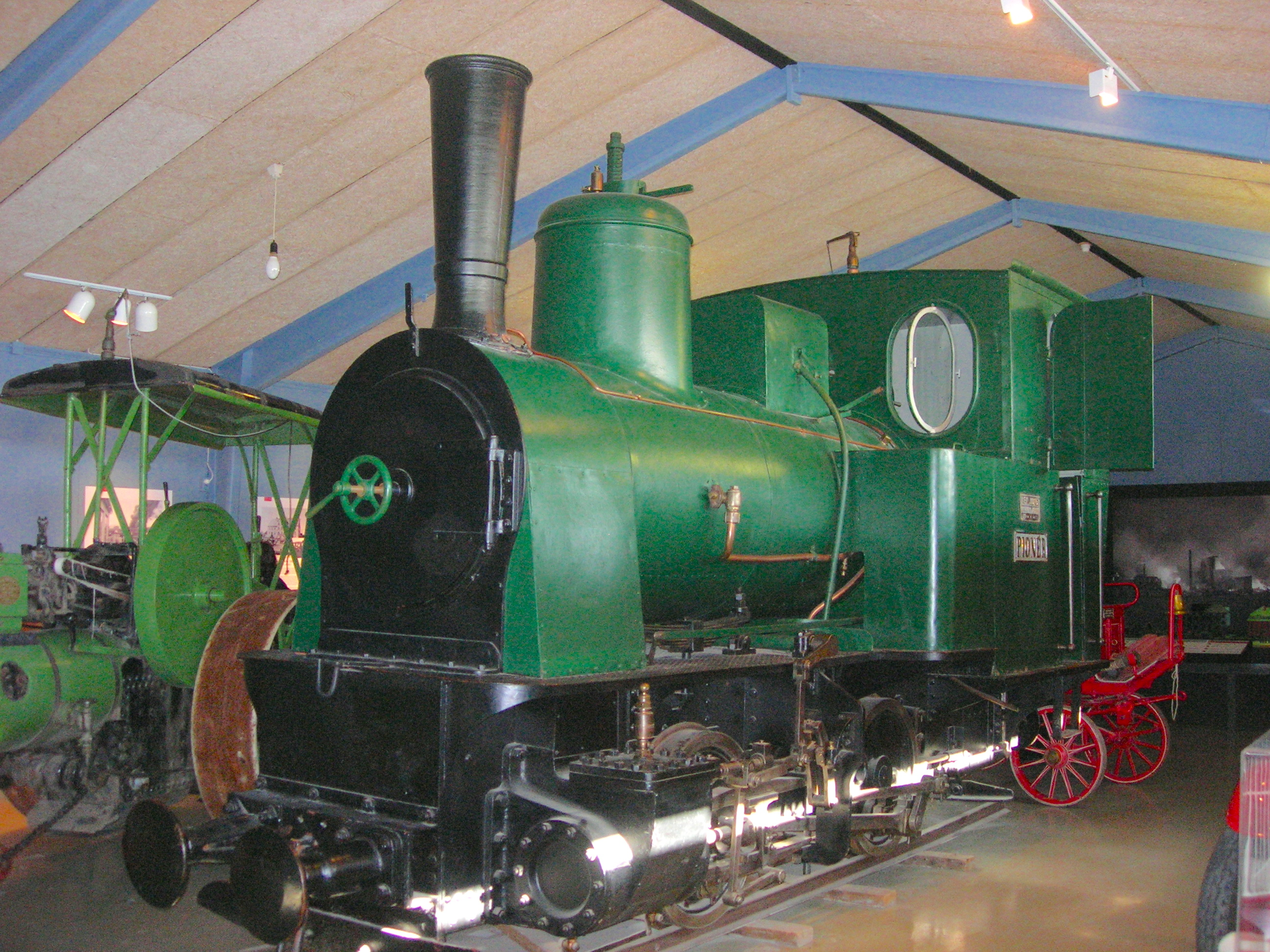
Lokomotywa Pionér w muzeum w Reykjavíku
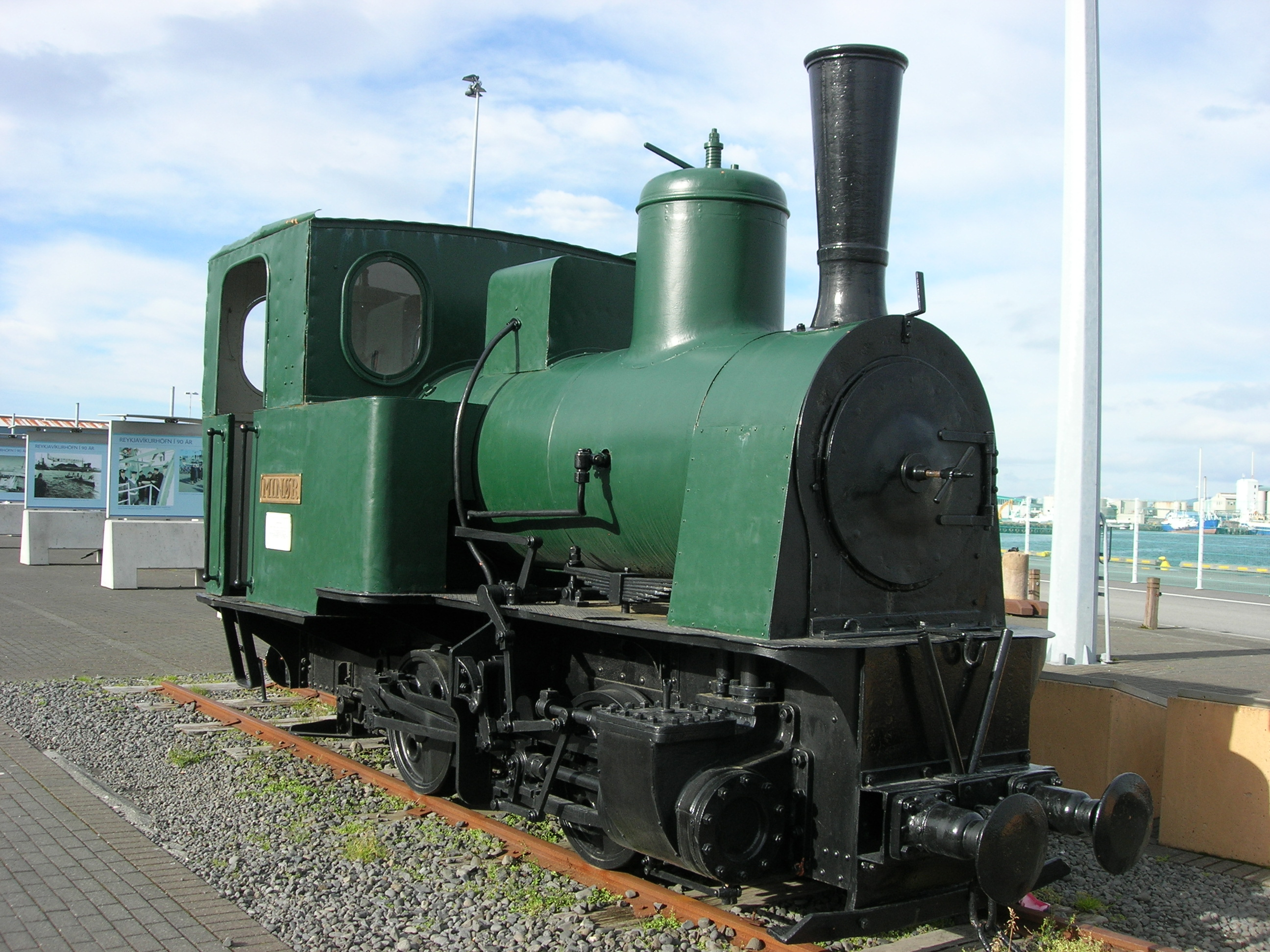
Lokomotywa Minør eksponowana na przystani

### Wykorzystanie
Linia powstała w celu dowozu kamienia z kamieniołomów na miejsce budowy portu oraz falochronów. Początkowo w miejscu planowanych falochronów wykonano drewniane mosty z położonym na nich torowiskiem. Wagony z kamieniem i piaskiem były wprowadzane na most, a następnie ich zawartość była wyładowywana.
10 listopada 1913, kiedy prace były już prawie ukończone, zorganizowano dla dziennikarzy przejazd po terenach portowych i falochronach. Wykorzystano do tego celu specjalny pociąg z dwoma wagonami, używanymi do przewozu robotników pracujących przy budowie.
Po zakończeniu prac nad przystanią cała linia kolejowa wraz z infrastrukturą i obie lokomotywy z wagonami zostały odkupione przez władze miasta Reykjavík i były wykorzystywane przy budowach oraz do transportu towarowego.

## Kolej na farmie w Korpúlfsstaðir
Drugim systemem kolei, który powstał w Islandii była kolej na farmie w Korpúlfsstaðir – dzielnicy Reykjavíku. Została ona zbudowana około roku 1930. Tory miały rozstaw 600 mm. W roku 1984 wagoniki były poruszane siłą ludzkich mięśni. Nie jest pewne czy na farmie używano lokomotyw. Kolejka została zlikwidowana wraz z całą farmą w połowie lat 90.

## Kolej hydroelektrowni Kárahnjúkar
Linia kolejowa powstała w związku z budową hydroelektrowni Kárahnjúkar.
Budowa elektrowni rozpoczęła się w roku 2003. Zbiorniki wodne mające dostarczać wody do elektrowni znajdują się ponad 30 kilometrów od miejsca budowy, tak więc konieczne było wywiercenie tuneli, którymi woda docierałaby do elektrowni. W efekcie powstało ponad 50 kilometrów tuneli doprowadzających wodę oraz kolejne 20 kilometrów tuneli technicznych. W maju 2004 rozpoczęto budowę w tunelach linii kolei wąskotorowej o rozstawie szyn 914 mm. Kolej była wykorzystywana do przewozu materiałów budowlanych oraz robotników. Łączna długość torów wyniosła 53,4 km.

### Tabor
Na kolei wykorzystywano dwa typy lokomotyw spalinowych: DHD-15 oraz CFL 180 DCL.
|                     | DHD-15        | CFL 180 DCL     |
| ------------------- | ------------- | --------------- |
| Producent           | GIA – Szwecja | Schöma – Niemcy |
| Układ osi           | B             | B               |
| Długość             | 4970 mm       | 7500 mm         |
| Szerokość           | 1150 mm       | 1600 mm         |
| Wysokość            | 1500 mm       | 2200 mm         |
| Masa służbowa       | 15 t          | 25 t            |
| Moc                 | 112 kW        | 132 kW          |
| Prędkość maksymalna | 20 km/h       | 30 km/h         |
| Źródło              | [ 1 ]         | [ 1 ]           |

Pociągi służące do wywozu gruzu składały się zazwyczaj z lokomotywy oraz czterech dwuosiowych wagonów. Wykorzystywano także wagony osobowe oraz platformy do przewozu sprzętu.
W roku 2008, kiedy tunele były gotowe kolej została zlikwidowana. Na miejscu budowy pozostała tylko jedna lokomotywa CFL 180 DCL oraz wagon do przewozu urobku, które w sierpniu 2008 zostały ustawione w charakterze pomnika przy punkcie informacji turystycznej niedaleko elektrowni.

## Plany
Pierwsze plany stworzenia systemu transportu kolejowego na Islandii pojawiły się w roku 1906. Na wniosek ówczesnego premiera Islandii, Hannesa Hafsteina, przygotowano szkice przebiegu linii. Miała ona zaczynać się w Reykjavíku, podążać w kierunku miejscowości Mosfellssveit (aktualnie Mosfellsbær) i półwyspu Kjalarnes, a następnie Mosfellsheiði i Þingvellir. Linia miała kończyć się w miejscowości Selfoss, gdzie docierałaby wzdłuż rzeki Sog. Przewidywano także możliwość rozgałęzienia linii w Kjalarnes i przedłużenia jej do miejscowości Akranes i w okolice fjordu Borgarfjörður.
W latach 1922–1923 powrócono do planów budowy linii i postanowiono, że powinna ona prowadzić najkrótszą drogą do miejscowości Selfoss. W roku 1927 podczas przygotowywania planów zagospodarowania dla Reykjavíku w dzielnicy Norðurmýri pozostawiono teren pod stację kolejową.
Ze względu na rosnący ruch samochodowy i potrzebę stworzenia lepszej sieci drogowej plany związane z koleją ostatecznie porzucono w 1931.
Na początku XXI wieku pojawiły się propozycje stworzenia linii kolejowej z Reykjavíku na lotnisko Keflavík, jednak do chwili obecnej nie doczekały się one realizacji.